# Sitakare
Sitakare ist eine unbewohnte Insel im estnischen Inselschutzgebiet Hiiumaa.
Die Insel zählt zu den Moonsund-Inseln. Die Gesamtfläche der Insel beträgt 0,08 Hektar, der Durchmesser ca. 33 m. Die Insel ist flach, die höchste Erhebung ca. 1 m über dem Meeresspiegel. Der Strand ist vor allem im Westen und Norden sehr steinig.
Sitakare zeichnet sich innerhalb des Naturschutzgebiets vor allem durch seinen Vogelreichtum aus (12 Arten, darunter Fluss-Seeschwalbe, Lachmöwe, Sturmmöwe und Eiderente).